# تترا حمراء العين
تترا حمراء العين (باللاتينية: Moenkhausia sanctaefilomenae)، (بالإنجليزية: Red eye tetra) تنتمي لعائلة خراقينية وخاصة تترا، توجد عادة في أمريكا الجنوبية.